# Крюковский, Николай Игнатьевич
Крюковский Николай Игнатьевич (белор. Крукоўскі Мікалай Ігнатавіч; 16 ноября 1923) — белорусский философ, культуролог. Доктор философских наук (1986), кандидат филологических наук (1952), профессор (1988). Участник Великая Отечественная война

## Биография
Во время Второй мировой войны добровольцем ушел на фронт. Воевал в партизанской бригаде Константина Заслонова. Награжден орденом Отечественной войны I степени, медалью «За отвагу», медалью «Партизану Отечественной войны» I степени.
После войны окончил филологический факультет Белорусского государственного университета (1950). С 1963 года преподавал в БГУ, с 1994 г. в Белорусском государственном университете культуры и искусств, одновременно с 1998 года в Национальном научно-просветительском центре имени Франциска Скорины.
Автор многочисленных статей и научных работ по проблемам философии, теоретической эстетики, культурологии, становления национального самосознания, взаимоотношений культуры и суверенитета народа. Считает, что культура представляет собой сложную и в то же время очень целостную систему с четкой иерархической строением, в структуру которой входят материальная культура, художественная культура и культура духовная. Научные интересы Крюковского имеют широкий диапазон, охватывая собой философию, лингвистику, эстетику и культурологию и сосредотачиваясь на логико-методологической проблематике указанных наук. На основе гегелевской традиции им создано и предложено оригинальная эстетическая концепция, она включает в себя и структурно-функциональный подход общей теории систем, которую он трактует в тесной связи с диалектикой Гегеля, а также концепция циклического развития культуры, которая была предложена им еще в 1965 году независимо от Шпенглера, Тойнби и Сорокина, тогда малоизвестных еще в советской науке. В тех же работах, почти на двадцать лет обогнав С. Хонтингтона, М. Крюковским была поднята актуальнейшая проблема взаимодействия различных культур.
Автор монографий: «Логика красоты» (1965), «Основные эстетические категории: Опыт систематизации» (1974), «Кибернетика и законы красоты» (1977), «Homo pulcher — Человек красивый» (1983), "Философия культуры: Введение в теоретическую культурологию "(2000), "Блеск и трагедия идеала"(2007), "Философия культуры" (2000) и др.